# هولمز تشابل (تشيشير)
هولمز تشابل (بالإنجليزية: Holmes Chapel)‏ هي قرية و أبرشية مدنية تقع في المملكة المتحدة في إنجلترا. يقدر عدد سكانها بـ 5,669 نسمة .

## أعلام
- ريان بروك
- أندي بوتر